# Championnats de Colombie de cyclisme sur route 2023
Navigation
Championnats de Colombie 2022 Championnats de Colombie 2024
Les championnats de Colombie de cyclisme sur route se déroulent du 2 au 5 février 2023 à Bucaramanga, dans le département de Santander.
Initialement vainqueur du contre-la-montre, Miguel Ángel López est disqualifié pour dopage en juillet 2023.

## Programme
- Jeudi 2 février à 9h15 à Bucaramanga :
  - Contre-la-montre Espoir et Élite féminines : 26,8 km
- Jeudi 2 février à 10h02 à Bucaramanga :
  - Contre-la-montre Espoir messieurs : 35,9 km
- Jeudi 2 février à 10h47 à Bucaramanga :
  - Contre-la-montre Élite messieurs : 43,5 km
- Vendredi 3 février à 9h00 à Bucaramanga :
  - Course en ligne Espoir et Élite féminines : 118,5 km
- Samedi 4 février à 8h00 à Bucaramanga :
  - Course en ligne Espoir messieurs : 165,9 km
- Dimanche 5 février à 8h00 à Bucaramanga : 
  - Course en ligne Élite messieurs : 213,6 km

## Podiums

### Épreuves masculines
| Épreuves         | Or                                              | Or | Or                      | Argent                                            | Argent | Argent | Bronze                                                 | Bronze | Bronze     |
| ---------------- | ----------------------------------------------- | -- | ----------------------- | ------------------------------------------------- | ------ | ------ | ------------------------------------------------------ | ------ | ---------- |
| Élites           |                                                 |    |                         |                                                   |        |        |                                                        |        |            |
| Course en ligne  | Esteban Chaves (EF Education-Easypost)          | en | 5 h 13 min 18 s         | Daniel Martínez (Ineos Grenadiers)                | à      | 32 s   | Nairo Quintana (Boyacá Selección Colombia)             |        | m.t.       |
| Contre-la-montre | Miguel Ángel López Walter Vargas (Medellín-EPM) | en | 52 min 59 s 54 min 11 s | Rodrigo Contreras (Colombia Pacto por el Deporte) | à      | 56 s   | Diego Camargo (EF Education-EasyPost)                  | à      | 1 min 24 s |
| Moins de 23 ans  |                                                 |    |                         |                                                   |        |        |                                                        |        |            |
| Course en ligne  | Kevin Castillo (Sistecrédito)                   | en | 4 h 11 min 14 s         | Andrés Mancipe (GW Shimano-Sidermec)              | à      | 30 s   | Edwin Patiño (Ingeniería de Vías)                      | à      | 34 s       |
| Contre-la-montre | Germán Darío Gómez (GW Shimano-Sidermec)        | en | 48 min 3 s              | Elkin Malaver (Bierzo - Laciana C. D. C.)         | à      | 35 s   | Juan José López (Avinal-Alcaldía El Carmen de Viboral) | à      | 38 s       |

### Épreuves féminines
| Épreuves         | Or                                                 | Or | Or              | Argent                                    | Argent | Argent | Bronze                                          | Bronze | Bronze |
| ---------------- | -------------------------------------------------- | -- | --------------- | ----------------------------------------- | ------ | ------ | ----------------------------------------------- | ------ | ------ |
| Élites           |                                                    |    |                 |                                           |        |        |                                                 |        |        |
| Course en ligne  | Diana Peñuela (DNA)                                | en | 3 h 26 min 51 s | Paula Patiño (Movistar)                   |        | m.t.   | Lina Rojas (Sistecrédito)                       | à      | 3 s    |
| Contre-la-montre | Marcela Hernández (Colombia Pacto por el Deporte)  | en | 39 min 33 s     | Diana Peñuela (DNA)                       | à      | 16 s   | Cristina Sanabria (Ligue cycliste de Santander) | à      | 38 s   |
| Moins de 23 ans  |                                                    |    |                 |                                           |        |        |                                                 |        |        |
| Course en ligne  | Stefanía Sánchez (Eneicat - CM Team América)       | en | 3 h 26 min 54 s | Elvia Cárdenas (Ligue cycliste de Bogota) |        | m.t.   | Sara Moreno (Pacto por el Deporte)              | à      | 9 s    |
| Contre-la-montre | Gabriela López (Mujeres Antioquia - Orgullo Paisa) | en | 41 min 20 s     | Laura Rojas (Indeportes Boyacá Avanza)    | à      | 17 s   | Carolina Vargas (Eneicat - CM Team)             | à      | 35 s   |

## Déroulement des championnats

### 2 février: les contre-la-montre
La première journée de compétition des championnats est consacrée aux contre-la-montre.
Selon le programme, à 9h15, le premier concurrent à s'élancer est la cycliste Luisa Guevara de la formation Clarus-Merquimia-Strongman. Elle fait partie des vingt-six engagées qui tentent de succéder à Mariana Herrera, vainqueure du titre des moins de vingt-trois ans, l'année précédente à Pereira. Ayant l'ambition de conserver sa couronne, Herrera a comme principales rivales pour la plus haute marche du podium des coureuses comme Carolina Vargas, de Eneicat - CM Team, Camila Sánchez de la formation Recapi, Laura Rojas de l'équipe Indeportes Boyacá Avanza, Sara Moreno de la formation Pacto por el Deporte ou bien encore Laura Toconas de Sistecrédito.
Gabriela López (Mujeres Antioquia - Orgullo Paisa), deuxième concurrente à prendre le départ, est la première à clore le parcours de 26,8 km. En réalisant 41 min 20 s, la native de Bucaramanga devient championne de Colombie Espoir du contre-la-montre. En effet, aucune des concurrentes suivantes n'est en mesure de battre son "chrono". Deux favorites, citées ci-dessus, l'accompagnent sur le podium. Quatrième l'année précédente, la Huilense Laura Rojas s'empare de la médaille d'argent à 17 s de l'or. Tandis que l'Antioqueña Carolina Vargas, ultime participante à s'élancer, finit sur la troisième marche du podium avec un débours de 35 s. Gabriela López représente la ligue cycliste d'Antioquia, car arrivée très jeune à Medellín, elle a été formée dans ce département. Fêtant ses vingt ans le 23 février suivant, l'élève de Carolina Dueñas remporte le titre pour sa deuxième saison chez les moins de 23 ans. Seizième au point intermédiaire, Gabriela López a alors 1 min 3 s de retard sur le meilleur temps, détenue par Camila Sánchez, finalement cinquième et 34 s sur Mariana Herrera (Pacto por el Deporte), la tenante du titre, qui achève l'exercice au onzième rang.
Classement du contre-la-montre individuel Espoir féminins
|   | Coureur         | Équipe                            |    | Temps       |
| - | --------------- | --------------------------------- | -- | ----------- |
| 1 | Gabriela López  | Mujeres Antioquia - Orgullo Paisa | en | 41 min 20 s |
| 2 | Laura Rojas     | Indeportes Boyacá Avanza          | à  | 17 s        |
| 3 | Carolina Vargas | Eneicat - CM Team                 | à  | 35 s        |
| 4 | Sara Moreno     | Colombia Pacto por el Deporte     | à  | 41 s        |
| 5 | Camila Sánchez  | Fundación Team Recapi - Krieger   | à  | 56 s        |

Vingt-six coureuses engagées, vingt-trois coureuses classées.

Selon l'ordre de départ officiel, à la suite immédiate de Carolina Vargas, la première des dix-huit concurrentes pour le titre Élite dames, Ruby Marcela Calderón de San Mateo Cycling, prend le départ à 9h41. Marcela Hernández cherche à conserver son maillot tricolore face à la concurrence que représente des sportives comme Diana Peñuela du DNA Pro Cycling, Andrea Alzate et Serika Gulumá du CM Team, Erika Botero, du Team Sistecrédito, Camila Valbuena de la formation Clarus-Merquimia-Strongman et de la coureuse locale Cristina Sanabria, représentant la ligue cycliste de Santander.
Estefanía Herrera (Colombia Pacto por el Deporte), deuxième à partir est la première à franchir la ligne. Son temps de 42 min 24 s reste le meilleur jusqu'à l'arrivée de Lina Rojas (Team Sistecrédito). Le "chrono" de 40 min 43 s, réalisée par Rojas, est battu moins de trois minutes plus tard par Cristina Sanabria et ne lui permettra pas de monter sur le podium (elle échoue à la quatrième place). Le temps de Sanabria, quadruple vainqueure de l'épreuve, ne tiendra guère plus. Puisque moins de quatre minutes plus tard, Diana Peñuela soustrait vingt-deux secondes à la performance réalisée par la Santandereana. Une minute après s'élance l'ultime concurrente, Marcela Hernández. Celle-ci arrive au terme de l'exercice en 39 min 33 s, seize secondes plus rapidement que Peñuela. L'Antioqueña s'octroie ainsi son sixième titre consécutif de championne de Colombie du contre-la-montre (quatre dans la catégorie Espoir, deux chez les Élites). Hernández passait au temps intermédiaire au quatrième rang, treize secondes derrière la leader provisoire Cristina Sanabria. Alors que des sept favorites précitées, seule Erika Botero ne termine pas dans les sept premières,.
Classement du contre-la-montre individuel Élite dames
|   | Coureur           | Équipe                         |    | Temps       |
| - | ----------------- | ------------------------------ | -- | ----------- |
| 1 | Marcela Hernández | Colombia Pacto por el Deporte  | en | 39 min 33 s |
| 2 | Diana Peñuela     | DNA                            | à  | 16 s        |
| 3 | Cristina Sanabria | Ligue cycliste de Santander    | à  | 38 s        |
| 4 | Lina Rojas        | Sistecrédito                   | à  | 1 min 10 s  |
| 5 | Serika Gulumá     | Eneicat - CM Team América      | à  | 1 min 34 s  |
| 6 | Andrea Alzate     | Eneicat - CM Team              | à  | 2 min 10 s  |
| 7 | Camila Valbuena   | Clarus - Merquimia - Strongman | à  | 2 min 17 s  |
| 8 | Estefanía Herrera | Colombia Pacto por el Deporte  | à  | 2 min 51 s  |

Dix-huit inscrites, dix-huit classées.

Selon le programme, à partir de 10h02, soit quatorze minutes après la dernière concurrente féminine, quarante-deux cyclistes tentent de succéder à Juan Manuel Barboza comme nouveau roi du contre-la-montre (catégorie Espoir), après la montée cette année-là dans la catégorie Élite du champion 2022. Brandon Rojas de l'équipe GW Shimano-Sidermec, Jaider Muñoz de la formation Sistecrédito, Santiago Ramírez du club Orgullo Paisa, Juan Pablo Sossa de la ligue cycliste de Boyacá, Johan Porras de la ligue cycliste de Bogota et le champion de Colombie sur route 2022, Germán Darío Gómez (GW Shimano-Sidermec), partent comme favoris pour se vêtir du maillot de champion national dans une compétition s'effectuant sur un parcours de 35,9 km.
Deux engagés de dernière minute sont les premiers à s'élancer et si Adrián Villamizar (Ligue cycliste de Norte de Santander) est le premier à partir, c'est  le Boyacense Elkin Malaver, membre du club Bierzo - Laciana C. D. C., dans la province de León, qui franchit la ligne en premier. Avec un "chrono" de 48 min 38 s, il attendra le dernier participant, le coureur santandereano, mais concourant sous licence boyacense, Germán Darío Gómez pour voir sa performance améliorée. En réussissant 48 min 3 s pour effectuer le parcours, Gómez devient champion de Colombie pour la quatrième fois (après deux médailles d'or chez les juniors et son titre sur route chez les moins de 23 ans l'année précédente). Auparavant seul l'Antioqueño Juan José López (Avinal - Alcaldía El Carmen de Viboral) avait réussi à s'approcher (à trois secondes) du résultat de Malaver. Ce qui lui permet de monter sur la troisième marche du podium,. Au point intermédiaire, Germán Darío Gómez était seulement à trois secondes du meilleur temps réalisé par Johan Porras, finalement septième. Des six favoris sus-mentionnés, outre Gómez, seul Santiago Ramírez se glisse dans les cinq premiers de l'épreuve. 
Classement du contre-la-montre individuel Espoir messieurs
|   | Coureur            | Équipe                                 |    | Temps      |
| - | ------------------ | -------------------------------------- | -- | ---------- |
| 1 | Germán Darío Gómez | GW Shimano - Sidermec                  | en | 48 min 3 s |
| 2 | Elkin Malaver      | Bierzo - Laciana C. D. C.              | à  | 35 s       |
| 3 | Juan José López    | Avinal - Alcaldía El Carmen de Viboral | à  | 38 s       |
| 4 | Freddy Avila       | Colombia Pacto por el Deporte          | à  | 44 s       |
| 5 | Santiago Ramírez   | Orgullo Paisa                          | à  | 1 min 7 s  |

Quarante-deux coureurs engagés, quarante-deux classés.

Enfin, selon l'ordre de départ officiel, à 10h47 commence l'épreuve Élite hommes, développant 43,5 km, dans laquelle Daniel Martínez de la formation Ineos Grenadiers tente de revalider son titre, dans une bataille qui s'annonce très serrée, face à des coureurs comme Miguel Ángel López et Walter Vargas du Team Medellín, Brandon Rivera de Ineos Grenadiers, Rodrigo Contreras de Pacto por el Deporte, Diego Camargo de EF Education-Easypost et Julián Cardona du Team Sistecrédito.
Même si c'est le coureur de la ligue cycliste de Bogota, Diego Dueñas qui s'élance le premier, c'est Yeislen Prieto du club Suehica qui clôt le premier l'exercice. Le temps de Prieto tient l'espace de deux minutes et l'arrivée de Camilo Castiblanco (Pío Rico - Alcaldía de La Vega). Puis Diego Camargo réalise 55 min 35 s et prend, à son tour, provisoirement la tête du classement. Cependant, il échoue au pied du podium pour moins de trente secondes. En effet, moins de quatre minutes après son arrivée, Rodrigo Contreras effectue le parcours en 55 min 7 s. Ce temps ne lui permet pas d'empêcher le doublé des hommes du Team Medellín, mais lui permet de ravir la médaille de bronze à Camargo. Miguel Ángel López rejoint Walter Vargas pour terminer l'exercice solitaire en 52 min 59 s et devenir le champion de Colombie 2023 du contre-la-montre. Vargas perd 1 min 12 s sur son coéquipier mais s'empare, toutefois, de la médaille d'argent. Dernier à s'élancer le triple vainqueur de l'épreuve et tenant du titre, Daniel Martínez clôt les épreuves de contre-la-montre du jour avec un retard sur son successeur de 3 min 8 s. Au point intermédiaire, Miguel Ángel López et Walter Vargas étaient déjà en tête mais les hommes de la formation Ineos Grenadiers les suivaient immédiatement, Brandon Rivera à 23 secondes et Martínez à 24. Pourtant Rivera terminera à plus de huit minutes. À noter que sur la deuxième partie du parcours, Omar Mendoza (Ligue cycliste de Meta) est le seul à rivaliser avec López, roulant trois secondes plus vite, il échoue à la septieme place (alors qu'il était dernier au passage intermédiaire),.
Classement du contre-la-montre individuel Élite messieurs
| \| Classement général \| Classement général \| Classement général \| Classement général \| Classement général \| \| Coureur \| Coureur \| Pays \| Équipe \| Temps \| \| ------------------ \| ---------------------- \| ------------------ \| ----------------------------- \| ------------------ \| \| 1er \| Miguel Ángel López[11] \| Colombie \| Medellín-EPM \| 52 min 59 s \| \| 2e \| Walter Vargas \| Colombie \| Medellín-EPM \| + 1 min 12 s \| \| 3e \| Rodrigo Contreras \| Colombie \| Colombia Pacto por el Deporte \| + 2 min 08 s \| \| 4e \| Diego Camargo \| Colombie \| EF Education-EasyPost \| + 2 min 36 s \| \| 5e \| Daniel Martínez \| Colombie \| Ineos Grenadiers \| + 3 min 08 s \| \| 6e \| Juan Manuel Barboza \| Colombie \| Orgullo Paisa \| + 3 min 18 s \| \| 7e \| Omar Mendoza \| Colombie \| Meta \| + 4 min 37 s \| \| 8e \| Frank Flórez \| Colombie \| Risaralda \| + 5 min 20 s \| \| 9e \| Camilo Castiblanco \| Colombie \| Pío Rico-Alcaldía La Vega \| + 6 min 07 s \| \| 10e \| Julián Cardona \| Colombie \| Team Sistecrédito \| + 6 min 10 s \| |                     |          |                               |              |
| |                     |          |                               |              |
| |                     |          |                               |              |
| Classement général |                     |          |                               |              |
| Coureur | Coureur             | Pays     | Équipe                        | Temps        |
| 1er | Miguel Ángel López  | Colombie | Medellín-EPM                  | 52 min 59 s  |
| 2e | Walter Vargas       | Colombie | Medellín-EPM                  | + 1 min 12 s |
| 3e | Rodrigo Contreras   | Colombie | Colombia Pacto por el Deporte | + 2 min 08 s |
| 4e | Diego Camargo       | Colombie | EF Education-EasyPost         | + 2 min 36 s |
| 5e | Daniel Martínez     | Colombie | Ineos Grenadiers              | + 3 min 08 s |
| 6e | Juan Manuel Barboza | Colombie | Orgullo Paisa                 | + 3 min 18 s |
| 7e | Omar Mendoza        | Colombie | Meta                          | + 4 min 37 s |
| 8e | Frank Flórez        | Colombie | Risaralda                     | + 5 min 20 s |
| 9e | Camilo Castiblanco  | Colombie | Pío Rico-Alcaldía La Vega     | + 6 min 07 s |
| 10e | Julián Cardona      | Colombie | Team Sistecrédito             | + 6 min 10 s |

Vingt-deux coureurs inscrits. Vingt-deux classés.

### 3 février: la courses en ligne dames
Diana Peñuela conserve son titre.
La même course, longue de 118,5 km, réunit les concurrentes Élite et Espoir. Le lieu de départ est identique à celui de l'arrivée. Il se situe à Bucaramanga, à l'ombre du stade Alfonso-López dans la Carrera 30, au niveau de la 13e rue (Calle 13). Les participantes ont à parcourir cinq fois un circuit développant 23,7 km, dès 9 h du matin.

Dans la catégorie Élite, la tenante du titre Diana Peñuela (DNA) affronte 46 coureuses cyclistes, parmi lesquelles se détachent des noms comme Paula Patiño (Movistar), Natalia Franco (WCC Team), Marcela Hernández (sacrée la veille sur le contre-la-montre) et sa coéquipière Jessenia Meneses (Pacto por el Deporte), Camila Valbuena (Clarus - Merquimia - Strongman), Andrea Alzate et Serika Gulumá (Einecat - CM Team), Lorena Colmenares (Sistecrédito) ou bien encore Cristina Sanabria (Ligue cycliste de Santander).

Chez les moins de 23 ans, l'Antioqueña Elizabeth Castaño et la Vallecaucana Mariana Herrera (toutes deux de la formation Pacto por el Deporte), championnes de Colombie, l'année précédente, font partie du groupe de 54 compétitrices à la conquête du titre, dans un peloton où se détachent des figures comme Carolina Vargas (Eneicat - CM Team), María Atahualpa et Sara Moreno (Pacto por el Deporte), Carol Henao (Mujeres Antioquia - Orgullo Paisa), Laura Toconas (Sistecrédito) et Juanita Salcedo (Ligue cycliste de Boyacá).
Natalia Franco, du centre mondial du cyclisme (WCC Team), anime la course en tentant l'échappée en solitaire. À moins de six kilomètres de l'arrivée, elle se fait reprendre par Diana Peñuela et Jessenia Meneses. Le trio reste en tête de la course environ deux kilomètres avant de voir un quintet faire la jonction. Et malgré une dernière tentative de s'isoler de Natalia Franco dans les deux derniers kilomètres, qui fait long feu, les huit se retrouvent groupées pour le dernier kilomètre. Lors des ultimes hectomètres, Diana Peñuela accélère le rythme et lâche une à une ses adversaires, à l'exception de Paula Patiño. Celle-ci se place en tête dans le dernier virage et semble avoir course gagnée mais c'est sans compter sur Diana Peñuela qui, dans un dernier sursaut, saute son adversaire près de la ligne. À trois secondes arrivent un trio. Stefanía Sánchez (Eneicat - CM Team América) termine troisième et s'empare du titre Espoir. Lina Rojas (Sistecrédito), immédiatement derrière elle, s'octroie la dernière marche du podium Élite tandis qu'Elvia Cárdenas (Ligue cycliste de Bogota) glane la médaille d'argent des moins de 23 ans. La huitième à franchir la ligne, Sara Moreno, quant à elle, obtient la dernière médaille en jeu, le bronze dans la catégorie Espoir,.
Classement de la course en ligne dames,
|   | Coureuse         | Catégorie | Équipe                        |    | Temps           |
| - | ---------------- | --------- | ----------------------------- | -- | --------------- |
| 1 | Diana Peñuela    | Élite     | DNA                           | en | 3 h 26 min 51 s |
| 2 | Paula Patiño     | Élite     | Movistar                      |    | m.t.            |
| 3 | Stefanía Sánchez | Espoir    | Eneicat - CM Team América     | à  | 3 s             |
| 4 | Lina Rojas       | Élite     | Sistecrédito                  |    | m.t.            |
| 5 | Elvia Cárdenas   | Espoir    | Ligue cycliste de Bogota      |    | m.t.            |
| 6 | Jessenia Meneses | Élite     | Colombia Pacto por el Deporte | à  | 10 s            |
| 7 | Natalia Franco   | Élite     | WCC Team                      | à  | 12 s            |
| 8 | Sara Moreno      | Espoir    | Colombia Pacto por el Deporte |    | m.t.            |

### 4 février: la course en ligne Espoir messieurs
Kevin Castillo remporte le titre.
Kevin Castillo (Team Sistecredito) devient champion de Colombie sur route, dans la catégorie Espoir. À Bucaramanga,  sur l'exigeant tracé des championnats, le coureur cycliste risaraldense devance les Boyacenses Andrés Mancipe (GW Shimano-Sidermec) et Edwin Patiño (Team Ingeniería de Vías).
Classement de la course en ligne Espoir messieurs
|   | Coureur                | Équipe                |    | Temps           |
| - | ---------------------- | --------------------- | -- | --------------- |
| 1 | Kevin Castillo         | Sistecrédito          | en | 4 h 11 min 14 s |
| 2 | Andrés Mancipe         | GW Shimano - Sidermec | à  | 30 s            |
| 3 | Edwin Patiño           | Ingeniería de Vías    | à  | 34 s            |
| 4 | Germán Darío Gómez     | GW Shimano - Sidermec | à  | 57 s            |
| 5 | Juan Sebastián Pinilla | Ingeniería de Vías    | à  | 58 s            |

Soixante-dix-sept coureurs classés.
Dès 8 h du matin, les 179 coureurs de moins de 23 ans ont à parcourir sept fois le même circuit que les féminines pour une distance totale de 165,9 km. Le parcours est une succession de descentes et de montées, avec à chaque tour, les douze premiers kilomètres en descente, les deux suivants plat et les neuf derniers en ascension.

Le tenant du titre Germán Darío Gómez (GW Shimano-Sidermec) est le grand favori, surtout après sa victoire dans le contre-la-montre des championnats, deux jours auparavant. Son coéquipier Brandon Rojas apparait comme son principal contradicteur. Mateo Sánchez de l'équipe Orgullo Paisa, Freddy Ávila et Brayan Vargas de la formation Colombia Pacto por el Deporte, Santiago Vélez et Juan José López du club Avinal, Juan Nicolás Becerra de la ligue cycliste de Bogota et Yeferson Camargo de Indeportes Boyacá Avanza sont d'autres participants qui peuvent s'imposer.
La course commence sur un rythme très élevé, puisqu'au premier passage sur la ligne, les participants sont scindés en cinq groupes. Dix-neuf échappés, Jefferson Ruiz (GW Shimano-Sidermec), Santiago Escudero (Orgullo Paisa), Andrés Mancipe, Freddy Ávila, Brayan Molano (Colombia Pacto por el Deporte-GW Shimano), Brayan Malaver (Team Sistecrédito), Felipe Toro (Avinal Carmén de Viboral), Estiven García (Avinal Carmén de Viboral), Dayan Guzmán (Team Ingeniería de Vías), Lukas Blanco (Corporación Plateado), William Colorado (Risaralda Casta de Campeones), Camilo Álvarez (Ligue cycliste de Boyacá), Alonso Echavarria (Orgullo Paisa), Santiago Ramírez (Orgullo Paisa), Jonathan Chaves (EPM-Go Rigo Go), Kevin Castillo, Edwin Patiño et Jonatan Coronado (Ligue cycliste de Santander), précèdent le peloton principal puis suivent trois groupes d'attardés. Au deuxième tour, les 19 ont maintenant 2 min 25 s d'avance sur le groupe principal. Au troisième tour, bien que l'allure ait baissé (la moyenne étant tout de même de 39,45 km/h), les fugueurs voient leur avantage monter à 3 min 20 s. Lors de la quatrième révolution, la cadence des échappés baisse encore ainsi le peloton revient à 2 min 10 s des fugueurs. À un peu plus de cinquante kilomètres de l'arrivée, Edwin Patiño fausse compagnie à neuf rescapés de l'échapée initiale Brayan Molano, Jonathan Chávez, Andrés Mancipe, Jeferson Ruiz, Santiago Ramírez, Kevin Castillo, Dayan Guzmán, William Colorado, Camilo Álvarez et Misael Urián (Indeportes Boyacá Avanza). Alors que l'écart se réduit encore avec le peloton. Ainsi, à deux tours de l'arrivée, la différence n'est plus que de 1 min 55 s sur Patiño, précédant d'une trentaine de secondes cinq de ses compagnons de fugue. Groupe de poursuivant qui grimpe à huit hommes avant la partie ascendante de l'avant-dernier tour. Portion de circuit que met à profit Kevin Castillo pour se lancer à la poursuite de Patiño. Seuls Andrés Mancipe et Jonathan Chaves peuvent le suivre. Ainsi à la cloche, annonçant l'ultime passage sur la ligne avant l'arrivée, Edwin Patiño, parti seul dans le cinquième tour, à 50 s d'avance sur un trio composé de Kevin Castillo, Andrés Mancipe et Jonathan Chaves. Un trio passe à 1 min 50 s et le peloton à 2 min 17 s. Il semble dès lors que les quatre hommes vont se disputer les trois médailles en jeu. Peu à peu, une fois dans la partie ascendante du circuit, Patiño perd du terrain sur le trio. À moins de neuf km du but, Castillo, accélérant le rythme, fait céder Chaves. Puis deux kilomètres plus loin, c'est au tour de Mancipe de ne pouvoir suivre la cadence imposée par Castillo. Quelques hectomètres encore et Castillo rejoint Patiño qui ne peut le suivre. Les six derniers kilomètres sont un cavalier seul de Kevin Castillo. Auparavant, à moins de quatre kilomètres de l'arrivée, Mancipe avait rejoint Patiño et aussitôt déposé celui-ci. Le premier élément de ce qui reste du peloton, Germán Darío Gómez, vient mourir à 23 s du podium.

### 5 février: la course en ligne Élite messieurs
Esteban Chaves devient champion de Colombie pour la première fois.
À Bucaramanga, Esteban Chaves, de la formation UCI WorldTeam EF Education-Easypost, devient champion de Colombie sur route 2023, après 5 h 13 min 18 s d'effort. Il franchit la ligne en solitaire une trentaine de secondes devant un duo, constitué de Daniel Martínez (Ineos Grenadiers) et de Nairo Quintana (Boyacá Selección Colombia), respectivement deuxième et troisième.
| \| Classement général \| Classement général \| Classement général \| Classement général \| Classement général \| \| Coureur \| Coureur \| Pays \| Équipe \| Temps \| \| ------------------ \| ------------------ \| ------------------ \| -------------------------------- \| ------------------ \| \| 1er \| Esteban Chaves[21] \| Colombie \| EF Education-EasyPost \| 5 h 13 min 18 s \| \| 2e \| Daniel Martínez \| Colombie \| Ineos Grenadiers \| + 32 s \| \| 3e \| Nairo Quintana \| Colombie \| \| + 32 s \| \| 4e \| Didier Merchán \| Colombie \| GW Shimano-Sidermec \| + 44 s \| \| 5e \| Javier Jamaica \| Colombie \| Medellín-EPM \| + 1 min 13 s \| \| 6e \| Sergio Henao \| Colombie \| Denver Disruptors \| + 1 min 31 s \| \| 7e \| Miguel Flórez \| Colombie \| GW Shimano-Sidermec \| + 1 min 32 s \| \| 8e \| Einer Rubio \| Colombie \| Movistar Team \| + 1 min 34 s \| \| 9e \| Diego Camargo \| Colombie \| EF Education-EasyPost \| + 1 min 34 s \| \| 10e \| Didier Chaparro \| Colombie \| Supergiros-Alcaldía de Manizales \| + 1 min 34 s \| |                 |          |                                  |                 |
| |                 |          |                                  |                 |
| |                 |          |                                  |                 |
| Classement général |                 |          |                                  |                 |
| Coureur | Coureur         | Pays     | Équipe                           | Temps           |
| 1er | Esteban Chaves  | Colombie | EF Education-EasyPost            | 5 h 13 min 18 s |
| 2e | Daniel Martínez | Colombie | Ineos Grenadiers                 | + 32 s          |
| 3e | Nairo Quintana  | Colombie |                                  | + 32 s          |
| 4e | Didier Merchán  | Colombie | GW Shimano-Sidermec              | + 44 s          |
| 5e | Javier Jamaica  | Colombie | Medellín-EPM                     | + 1 min 13 s    |
| 6e | Sergio Henao    | Colombie | Denver Disruptors                | + 1 min 31 s    |
| 7e | Miguel Flórez   | Colombie | GW Shimano-Sidermec              | + 1 min 32 s    |
| 8e | Einer Rubio     | Colombie | Movistar Team                    | + 1 min 34 s    |
| 9e | Diego Camargo   | Colombie | EF Education-EasyPost            | + 1 min 34 s    |
| 10e | Didier Chaparro | Colombie | Supergiros-Alcaldía de Manizales | + 1 min 34 s    |

Les coureurs Élite ont le même circuit à effectuer que les deux précédentes courses, développant toujours 23,7 km, partant et arrivant sur la Carrera 30, au pied du stade Alfonso-López. Mais des dix tours (pour 237 km) prévus dans un premier temps, ce ne sont plus que neuf circonvolutions, pour un total de 213,6 km, que les 126 participants ont à parcourir.

À la veille de la compétition, Miguel Ángel López et sa formation Medellín-EPM sont clairement cités comme les adversaires à battre par Esteban Chaves. Celui-ci déclare qu'avec son coéquipier Diego Camargo, il se contentera de les suivre pour sauter dans la roue de López à l'amorce du dernier tour. Ce qui n'est pas pour effrayer Miguel Ángel López. Quant au tenant du titre, Sergio Higuita (Bora-Hansgrohe), il annonce vouloir conserver son bien.
La course commence avec une stratégie mise en place par le Team Medellín, l'équipe favorite pour le titre. Dès le premier tour, une échappée de cinq coureurs se forme, avec Fabio Duarte, autre chef de file de la formation, en son sein. Tandis que leurs coéquipiers se placent en tête du peloton, avec Chaves et Quintana dans leur roue. Alors que Brayan Hernández de l'équipe Pacto por el Deporte, Germán Chaves (Sistecrédito), Néstor Rueda de la ligue cycliste de Cundinamarca et Diego Ochoa des EPM complètent la fugue. Cette dernière se termine un peu avant le début de la quatrième révolution
Lors des quatre et cinquième tours, la situation ne change pas vraiment. Les échappés sont maintenant Einer Rubio (Movistar), Sebastián Castaño de l'équipe Orgullo Paisa, Esneider Báez de la ligue cycliste du Tolima accompagnés un temps par deux rescapés de la fugue initiale Diego Ochoa et Germán Chaves. Mais les Team Medellín sont toujours en tête du peloton, avec Martínez, Quintana et Chaves les suivant. L'échappée prend fin au sixième tour. Avant le sixième passage sur la ligne (à un peu plus 70 kilomètres de l'arrivée), Juan Diego Alba (Movistar-Best PC) prend la poudre d'escampette. Pris en chasse par Jesús David Peña (GreenEDGE cycling) puis par Juan Manuel Barboza (Orgullo Paisa), il est rejoint par ce dernier,,. Mais les deux coureurs sont repris à plus de 55 kilomètres du but, sous l'impulsion de Miguel Ángel López qui met à profit la partie ascendante du circuit. Il étire le peloton et le réduit en nombre. Même si à la faveur d'un relâchement, au septième passage sur la ligne, une trentaine de coureurs sont encore ensemble. Au tour suivant, López impose de nouveau un rythme soutenu dans l'ascension, ce qui a pour effet de ne laisser qu'une douzaine de coureurs ensemble. À l'avant-dernier passage sur la ligne, Brandon Rivera (Ineos Grenadiers) est en tête avec quelques longueurs d'avance sur un groupe de neuf hommes, composé d'Esteban Chaves, Sergio Henao (Denver Disruptors), Sergio Higuita, Miguel Ángel López, Daniel Martínez, Jesús David Peña, Wilson Peña (Sistecrédito), Nairo Quintana et Einer Rubio. Le peloton est alors à 1 min 15 s. Dans la partie descendante de l'ultime tour de circuit, les dix baissent de rythme et roulent de concert. À quinze kilomètres du but, profitant de cette accalmie, Brandon Rivera, encore lui, s'enfuit et les neuf sont rejoints quelques hectomètres plus loin par une partie du peloton. Marlon Garzón (Ligue cycliste de Cundinamarca) tente alors de faire la jonction avec l'homme de tête sans succès. Rivera entame la partie ascendante du circuit avec douze secondes d'avance sur le peloton. Il reste alors moins de dix kilomètres. Javier Jamaica (Medellín-EPM) profite des premiers pourcentages pour s'échapper du groupe. À la différence de Marco Tulio Suesca (Movistar-Best PC) et de Didier Chaparro (SuperGiros - Alcaldía de Manizales) qui tentent également, il fait rapidement la jonction avec Rivera. Celui-ci le laisse continuer seul. Puis à moins de huit kilomètres du terme, Esteban Chaves revient facilement sur Jamaica pour le déposer quelques hectomètres plus loin. Chaves ne sera revu par quiconque. Derrière, Jamaica est rejoint à la fin de l'ascension par trois hommes, Nairo Quintana, Daniel Martínez et Didier Merchán (GW Shimano-Sidermec). Après une vaine tentative au cinq kilomètres, Quintana fait exploser le groupe à un peu plus de 3 000 m de l'arrivée. Jamaica est de suite lâché (et terminera cinquième). Merchán résiste une centaine de mètres (et finira quatrième). Martínez et Quintana terminent la course ensemble. Le premier, lançant en tête le sprint, n'est pas menacé par le second et s'empare de la médaille d'argent. Henao termine sixième à 1 min 31 s, finissent derrière lui quatre hommes en une poignée de secondes. Esteban Chaves est le premier Bogotanais à être champion de Colombie depuis Álvaro Pachón en 1970.

## Tableau des médailles[26]
| Rang  | Nation          | Or | Argent | Bronze | Total |
| ----- | --------------- | -- | ------ | ------ | ----- |
| 1     | Antioquia       | 3  | 2      | 2      | 7     |
| 2     | Boyacá          | 2  | 3      | 4      | 9     |
| 3     | Caldas          | 1  | 1      | 0      | 2     |
| 4     | Bogota          | 1  | 0      | 1      | 2     |
| 5     | Risaralda       | 1  | 0      | 0      | 1     |
| 6     | Santander       | 0  | 1      | 0      | 1     |
| -     | Cundinamarca    | 0  | 1      | 0      | 1     |
| 8     | Valle del Cauca | 0  | 0      | 1      | 1     |
| Total | Total           | 8  | 8      | 8      | 24    |